# Epi tes trapezes
El epi tes trapezes o maestro de la mesa imperial (en griego, ὁ ἐπὶ τῆς τραπέζης, 'el encargado de la mesa') era un cargo de la corte bizantina, responsable de los banquetes imperiales.

## Historia
El cargo, más conocido como domestikos tes basilikēs trapezes, doméstico de la mesa imperial ( δομέστικος τῆς βασιλικῆς τραπέζης), epi tes basilikes trapezes, maestro de la mesa imperial (ὁ ἐπὶ τῆς βασιτιςβασιτις) o epi tes trapezes tou despotou, maestro de la mesa del señor (ὁ ἐπὶ τῆς τραπέζης τοῦ δεσπότου), es mencionado por primera vez a mediados del siglo VII, pero la fuente, una hagiografía de Máximo el Confesor, es de una fecha mucho más tardía. Sin embargo, está ampliamente atestiguado en sellos desde el siglo VIII en adelante, a menudo manteniendo también los cargos de koubikoularios o parakoimomenos. Era responsable de presentar a los invitados en los banquetes imperiales, esperar al emperador bizantino con el pinkernes y encargado de llevar los platos de la mesa imperial a los invitados. Sin embargo, las fuentes históricas muestran que a algunos titulares del cargo se les confiaron tropas y otras atribuciones especiales. Al igual que muchos otros cargos de palacio que implicaban un acceso cercano al emperador, estaban restringidos a los eunucos. También existía el epi tes trapezes tes Augoustes, maestro de la mesa de la Augusta (ὁ ἐπὶ τῆς τραπέζης τῆς Αὐγούστης), que tenía los mismos deberes para la emperatriz y, además, supervisaba su flotilla privada.
Estaba asistido por su equipo, el llamado hipurgia (en griego, ὐπουργία, hipourgia), encabezado por el domestikos tes hypourgias, "doméstico de la hipurgia" (δομέστικος τῆς ὐπουργίας), que también incluía secretarios, notarios tēs hypourgias, "notarios de la hipurgia" (νοτάριος τῆς ὐπουργίας). El erudito alemán Werner Seibt pensaba que el epi tes trapezes absorbió las funciones principales del castresio (kastresios), un puesto más antiguo con un papel aparentemente similar. Otro cargo con las mismas funciones, el cenario (kenarios), está atestiguado solo un par de veces durante las primeras décadas del siglo IX. Seibt lo considera un cargo subordinado aal epi tēs trapezes o un puesto intermedio entre el castresio y la absorción total de sus funciones por el epi tes trapezes.
Desde el siglo XIII en adelante, el epi tes trapezes y la variante domestikos tes trapezes se convirtieron en títulos honorarios puramente cortesanos, sin funciones especiales. En este sentido, Nicéforo Grégoras registra que esta dignidad fue supuestamente conferida y hecha hereditaria por los príncipes de Rusia desde la época del emperador Constantino el Grande (r. 306–337) en adelante.